# Komitet Olimpijski Portugalii
Komitet Olimpijski Portugalii (port. Comité Olímpico de Portugal), COP – organizacja non-profit koordynująca portugalskie organizacje i związki sportowe, funkcjonująca jako Narodowy Komitet Olimpijski Portugalii i Narodowy Komitet Paraolimpijski Portugalii.
Założony 26 października 1909 roku w Lizbonie. Jeszcze tego samego roku Komitet został uznany za członka Międzynarodowego Komitetu Olimpijskiego. Tym samym Portugalia stała się trzynastym krajem Ruchu olimpijskiego. Pierwszy startem na igrzyskach olimpijskich był udział w V Letnich Igrzyskach Olimpijskich w 1912 roku w Sztokholmie.
Jako Narodowy Komitet Olimpijski i Paraolimpijski Portugalii odpowiedzialny jest za zarządzaniem narodową kadrą olimpijską, wysyłanie reprezentacji krajowej na igrzyska, koordynacja pracy 64 narodowych federacji krajowych itd. Do jego zadań należy także promocja ideji olimpizmy i propagowanie sportowego i aktywnego trybu życia.
Portugalski Komitet Olimpijski, prócz bycia członkiem MKOl, należy także do: EOC - Europejskiego Komitetu Olimpijskiego i ACOLOP - Stowarzyszenie Portugalskojęzycznych Komitetów Olimpijskich.
Portugalia i Portugalski Komitet Olimpijski biorą udział w: letnich igrzyskach olimpijskich, zimowych igrzyskach olimpijskich, igrzyskach europejskich i igrzyskach Luzofonii. Portugalia była gospodarzem na następujących imprezach sportowych:
- II Igrzyska Luzofonii w Lizbonie (2009)